# Sadinja vas pri Dvoru
Sadinja vas pri Dvoru este o localitate din comuna Žužemberk, Slovenia, cu o populație de 161 de locuitori.